# Ciriaco Sforza
Ciriaco Sforza (ur. 2 marca 1970 w Wohlen) – szwajcarski piłkarz oraz trener piłkarski.
Swoją karierę zaczął w 1986 w klubie Grasshoppers Zurych, skąd przeszedł dwa lata później do FC Aarau.
Za granicę wyjechał w 1993 do 1. FC Kaiserslautern w którym grał aż 3 razy (1993–1995), (1997–1998) oraz (2002–2006). W międzyczasie grał w Bayern Monachium (1995–1996) oraz (2000–2002), a także w Interze Mediolan (1996–1997).
Z klubem Grasshopper Zurych zdobył mistrzostwo Szwajcarii w 1991 roku oraz 2 razy mistrzostwo Niemiec w 1998 (FC Kaiserslautern) i 2001 (Bayern Monachium) oraz Ligę Mistrzów (2001).
W reprezentacji Szwajcarii rozegrał 79 meczów, występował na Mistrzostwach Świata w 1994 roku i w Mistrzostwach Europy w 1996 roku.
Po zakończeniu kariery został trenerem FC Luzern. W 2008 został zwolniony z powodu słabych wyników, a w 2009 został trenerem Grasshoppers Zurych.